# جاك كوريفو
جاك كوريفو هو شخصية أعمال كندي، ولد في مارس 1933 في مونتماغني في كندا، وتوفي في 23 يونيو 2018.